# Deuterophlebia nipponica
Deuterophlebia nipponica är en tvåvingeart som beskrevs av Kitakami 1938. Deuterophlebia nipponica ingår i släktet Deuterophlebia och familjen Deuterophlebiidae. Inga underarter finns listade i Catalogue of Life.